# Ragbi klub Zadar
Ragbi klub Zadar je hrvatski ragbijski klub iz Zadra.
Utemeljen je u veljači 2007. godine, na inicijativu Zlatka Vunjaka. Iz tog razloga, a i radi promicanja ragbija u gradu Zadru, splitska Nada i zagrebačka Mladost su odigrali zaostalu utakmicu 1. kola Interlige u Zadru.
Od samih početaka klub djeluje u teškim uvjetima. Zbog slabog financijskih uvjeta, klub nije sudjelovao niti u natjecanjima 2. hrvatske ragbijaške lige te radi skupljanja natjecateljskog iskustva, klub igra turnire s drugim klubovima.
Prvi igrači ovog kluba su bili studenti zadarskog sveučilišta.
Klub svoje treninge ima na malom igralištu na Višnjiku.

## Vanjske poveznice
- Ezadar Suradnja Ragbi kluba Zadar i Sveučilišta u Zadru
- Ezadar Zlatko Vunjak: Napravljeni su veliki pomaci